# Prueba de los rangos con signo de Wilcoxon
La prueba de los rangos con signo de Wilcoxon es una prueba no paramétrica para comparar el rango medio de dos muestras relacionadas y determinar si existen diferencias entre ellas. Se utiliza como alternativa a la prueba t de Student cuando no se puede suponer la normalidad de dichas muestras. Debe su nombre a Frank Wilcoxon, que la publicó en 1945. Es una prueba no paramétrica de comparación de dos muestras relacionadas y por lo tanto no necesita una distribución específica. Usa más bien el nivel ordinal de la variable dependiente. Se utiliza para comparar dos mediciones relacionadas y determinar si la diferencia entre ellas se debe al azar o no (en este último caso, que la diferencia sea estadísticamente significativa).
Se utiliza cuando la variable subyacente es continua pero no se presupone ningún tipo de distribución particular.

## Planteamiento
Suponga que se dispone de n pares de observaciones, denominadas {\displaystyle (x_{i},y_{i})}. El objetivo de la prueba es comprobar si puede dictaminarse que los valores {\displaystyle x_{i}} e {\displaystyle y_{i}} son o no iguales

## Suposiciones
1. Si {\displaystyle z_{i}=y_{i}-x_{i}}, entonces los valores {\displaystyle z_{i}} son independientes.
2. Los valores {\displaystyle z_{i}} tienen una misma distribución continua y simétrica respecto a una mediana común {\displaystyle \theta }.

## Método
La hipótesis nula es {\displaystyle H_{0}}: {\displaystyle \theta =0}. Retrotrayendo dicha hipótesis a los valores {\displaystyle x_{i},y_{i}} originales, ésta vendría a decir que son en cierto sentido del mismo tamaño.
Para verificar la hipótesis, en primer lugar, se ordenan los valores absolutos {\displaystyle |z_{1}|,\dots ,|z_{n}|} y se les asigna su rango {\displaystyle R_{i}}. Entonces, el estadístico de la prueba de los signos de Wilcoxon, {\displaystyle W^{+}}, es
{\displaystyle W^{+}=\sum _{z_{i}>0}R_{i},}
es decir, la suma de los rangos {\displaystyle R_{i}} correspondientes a los valores positivos de {\displaystyle z_{i}}.
La distribución del estadístico {\displaystyle W^{+}} puede consultarse en tablas para determinar si se acepta o no la hipótesis nula.
En ocasiones, esta prueba se usa para comparar las diferencias entre dos muestras de datos tomados antes y después del tratamiento, cuyo valor central se espera que sea cero. Las diferencias iguales a cero son eliminadas y el valor absoluto de las desviaciones con respecto al valor central son ordenadas de menor a mayor. A los datos idénticos se les asigna el lugar medio en la serie. La suma de los rangos se hace por separado para los signos positivos y los negativos. S representa la menor de esas dos sumas. Comparamos S con el valor proporcionado por las tablas estadísticas al efecto para determinar si rechazamos o no la hipótesis nula, según el nivel de significación elegido.